# بيرسونية مزدحمة الأزهار
بيرسونية مزدحمة الأزهار (الاسم العلمي:Persoonia confertiflora) هي نوع غير مؤكد من النباتات تتبع جنس البيرسونية من الفصيلة البروطية.